# Przeciwciało cytofilne
Przeciwciała cytofilne lub cytotropowe – przeciwciała, które mogą się łączyć, za pośrednictwem receptorów dla części Fc, z określonymi komórkami. Klasycznym przykładem przeciwciał cytofilnych są IgE dla bazofilów i mastocytów. Z reguły po związaniu przeciwciał komórki są aktywowane i mogą np. wydzielać różne mediatory reakcji zapalnej.
Cytofilność przeciwciał umożliwia więc połączenie odpowiedzi swoistej z nieswoistą, gdyż dzięki przeciwciałom nieswoiste komórki układu odpornościowego mogą wiązać określone antygeny.
Przeciwciała cytofilne możemy podzielić na:
- homocytotropowe – przeciwciała, które łączą się tylko do komórek pochodzących z tego samego gatunku zwierzęcia, co zwierzę produkujące dane przeciwciało,
- heterocytotropowe – przeciwciała, które wykazują zdolność do łączenia się z komórkami innego gatunku, niż gatunek zwierzęcia produkującego to przeciwciało. Przeciwciała heterocytotropowe są zwykle klasy IgG i często wykazują silniejsze powinowactwo do komórek innego gatunku, niż do komórek gatunku własnego.